# Cantón de Mersch
Mersch (en luxemburgués: Miersch) es un cantón ubicado en el Distrito de Luxemburgo, en Luxemburgo. Su capital es Mersch. El cantón tiene una población aproximada de 24,226 habitantes.

## Comunas

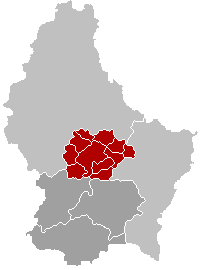
Comunas.

El cantón consiste en las siguientes 11 comunas:
- Bissen
- Boevange-sur-Attert
- Colmar-Berg
- Fischbach
- Heffingen
- Larochette
- Lintgen
- Lorentzweiler
- Mersch
- Nommern
- Tuntange

- Datos: Q753917
- Multimedia: Canton of Mersch / Q753917